# Nuttalliellinae
Super-famille
Famille
Sous-famille
Les Nuttalliellinae (nom dérivé de celui de l’entomologiste Nuttall) sont l'unique sous-famille de la famille des Nuttalliellidae, une famille de tiques.

## Composition
Cette sous-famille ne compte qu’un genre, Nuttalliella, et qu’une espèce, Nuttalliella namaqua.